# Alloperla roberti
Alloperla roberti foi uma espécie de insecto da família Chloroperlidae.
Foi endémica dos Estados Unidos da América.